# Иверија
Иверија (груз. იბერია, лат. Iberia, стгрч. Ἰβηρία), име које су дали Грци и Римљани старој грузијској Краљевини Картлији, која се налазила у источним и јужним деловима данашње Грузије. Иверија и Колхида (западни део Грузије) представљају основу касније грузијске државе.
Његово становништво, Ивери, чинило је језгро Картвелијана (тј. Грузијаца). Иверија, којом су владале краљевске династије Фарнавазида, Артаксијада, Арсакида и Хосроида, заједно са Колхидом на западу, чинили су језгро уједињеног средњовековног Краљевства Грузије под династијом Багратиони.
У 4. веку, након покрштавања Иверије од стране Свете Нине за време владавине краља Миријана III, хришћанство је постало државна религија краљевства. Почевши од раног 6. века нове ере, положај краљевства као сасанидске вазалне државе промењен је у директну персијску власт. Године 580, краљ Хормизд IV (578-590) укинуо је монархију након смрти краља Бакура III, а Иверија је постала персијска провинција којом је владао марзбан (гувернер).
Израз „Кавкаска Иберија” се такође користи да се разликује од Иберијског полуострва у југозападној Европи.

## Име
Порекло имена „Иверија” је нејасно. Једна теорија о етимологији имена Иверија, коју је предложио Гиорги Меликишвили, била је да је оно изведено из савремене јерменске ознаке за Грузију, Вирк (јерм. Վիրք, и Ivirkʿ [Իվիրք]), која је и сама повезана са речју Свер (или Свир), картвелском ознаком за Грузијце. Слово „с” у овом случају служило је као префикс за корен речи „Вер” (или „Вир”). Сходно томе, пратећи теорију Ивана Џавахишвилија, етничка ознака „Сбер“, варијанта Свера, изведена је из речи „Хбер“ („Хвер“) (а самим тим и Иверија), и јерменске варијанте Верија и Вирија.
Историчар Адолфо Домингез Пурсе тврди да су назив Иверијски дали стари Грци двама различитим народима који су се налазили на крајевима њиховог света (на Пиринејском полуострву и Кавказу) због митског богатства повезаног са њима (Тартешани и златноруне Колхиде).

## Историја

### Рана историја
У најранијим временима, подручје Кавкаске Иверије било је насељено са неколико сродних племена која потичу из културе Кура-Аракес.
Писани извори за ране периоде историје Иверије су углавном средњовековне грузијске хронике, које модерне науке тумаче као полулегендарну причу. Једна таква хроника, Moktsevay Kartlisay („Преобраћење Картлија“) помиње да су владар по имену Азо и његови људи потицали из Аријан-Картлија – првобитног дома прото-Иверијаца, који је био под влашћу Ахеменида до пада Персијског царства – и настанио се на месту где је основана Мцхета. Једна друга грузијска хроника, Kartlis Tskhovreba („Историја Картлија“) тврди да је Азо био Александров официр, који је масакрирао локалну владарску породицу и освојио то подручје, све док га крајем 4. века пре нове ере није поразио принц Фарнаваз, у то време локални поглавар.
Прича о Александровој инвазији на Картли, иако легендарна, ипак одражава успостављање грузијске монархије у хеленистичком периоду и жељу каснијих грузијских литерата да овај догађај повежу са прослављеним освајачем.

### Римски период и римско/партско ривалство
Ова блиска повезаност са Јерменијом и Понтом довела је до инвазије (65. п. н. е.) римског генерала Помпеја, који је тада био у рату са Митрадатом VI од Понта и Јерменијом; али Рим није трајно успоставио своју власт над Иверијом. Двадесет девет година касније, Римљани су поново кренули (36. п. н. е.) на Иверију присиљавајући краља Фарнаваза II да се придружи њиховом походу на Албанију.
Док је још једно грузијско краљевство Колхида било под управом римске провинције, Иверија је слободно прихватила заштиту римског царства. Камени натпис откривен у Мцхети говори о владару из 1. века Михдрату I (58–106) као о „пријатељу Цезара“ и краљу „Ивераца који подржавају Римљане“. Цар Веспазијан је утврдио древно место Мцхета Арзами за иверске краљеве 75. године.
У наредна два века настављен је римски утицај на ово подручје, али је за време владавине краља Фарсмана II (116–132) Иверија повратила део своје некадашње моћи. Односи између римског цара Хадријана и Фарсмана II били су затегнути, иако се каже да је Хадријан настојао да умири Фарсмана. Међутим, тек под Хадријановим наследником Антонином Пијем односи су се побољшали до те мере да је Фарсман, како се наводи, чак посетио Рим, где Дио Касије извештава да је у његову част подигнута статуа и да су дата права на жртвовање. Овај период је донео велику промену у политичком статусу Иверије са Римом, који ју је признао као савезника, уместо њиховог ранијег статуса поданичке државе, што је политичка ситуација која је остала иста, чак и током непријатељстава царства са Партима.
Од првих векова хришћанске ере, култ Митре и зороастризам су били уобичајено практиковани у Иверији. Ископавањем богатих сахрана у Бори, Армази и Згудери нађене су сребрне чаше за пиће са утиском коња који стоји на огњеном олтару или са десном предњом ногом подигнутом изнад олтара. Култ Митре, који се одликује својим синкретичким карактером и самим тим је комплементаран локалним култовима унутар грузијске митологије, посебно култу Сунца, постепено се стапао са древним грузијским веровањима. Чак се мисли да је Митра морао бити претеча светог Георгија у паганској Грузији. Корак по корак, иранска веровања и начини живота дубоко су продрли у праксу иверијског двора и елите: армазијско писмо и „језик“, који се заснива на арамејском (видети Церетели), су званично усвојени (бројни натписи на арамејском језику класични/хеленистички периоди познати су и из Колхиде, двор је организован по иранским узорима, елитна одећа је била под утицајем иранске ношње, иверијска елита је усвојила иранска лична имена, а званични култ Армазија увео је краљ Фарнаваз у 3. веку пре нове ере (што је повезана средњовековном грузијском хроником са зороастризмом).